# 庫奇馬尼夫卡
49°53′5″N 26°42′55″E / 49.88472°N 26.71528°E
庫奇馬尼夫卡（烏克蘭語：Кучманівка）是位於烏克蘭西部的村莊，由赫梅利尼茨基州裡赫梅利尼茨基區的安東尼尼市鎮負責管轄。該村面積1.35平方公里，海拔高度301米，2001年人口251，人口密度每平方公里185.4人。